# 角田太輝
角田 太輝（すみだ たいき、1999年9月28日 - ）は、日本の男子バスケットボール選手。佐賀バルーナーズ所属。ポジションはSG（シューティングガード）。佐賀県出身。

## 来歴
1999年、佐賀県江北町出身。
佐賀北高等学校2年時、強度が高い前線からの守りや切り込み、3点シュートで若手ながら、チームに不可欠な存在として貢献した。県総体で同高の5年ぶりの優勝に貢献。その後、白鷗大学へ進学。

### 大学時代
第73回全日本大学バスケットボール選手権大会（インカレ）で全5試合に先発出場。56得点、19リバウンド、8アシスト、7スティールを記録。強度が高い前線からの守りや切り込み、3点シュートで若手ながら、チームに不可欠な存在として貢献した。優秀選手賞に選ばれ同大学の初優勝に貢献した。

### 佐賀時代
白鷗大学在学中の2021年に佐賀バルーナーズに特別指定選手として加入し、2022-23シーズンに正式契約を結んでプロキャリアをスタートした。同シーズンはレギュラーシーズンの56試合に出場（26先発）し、プレーオフ全6試合にも出場した。ファイナル第2戦で長崎ヴェルカを相手に31得点を記録するなど、チームのB1昇格とB2優勝に大きく貢献した。
2023-24シーズン、オールスターゲームDAY2に開催されたASIA RISING STAR GAMEに若手選手選抜「RISING STARS」の一員として選出された。

## 個人成績

### B.LEAGUE

#### レギュラーシーズン
| シーズン   | チーム | GP | GS | MPG  | FG%  | 3P%  | FT%  | RPG | APG | SPG | BPG | TO  | PPG  |
| ---------- | ------ | -- | -- | ---- | ---- | ---- | ---- | --- | --- | --- | --- | --- | ---- |
| B2 2021-22 | 佐賀   | 25 | 11 | 23.3 | .430 | .379 | .750 | 2.0 | 2.2 | 1.6 | 0.2 | 1.6 | 10.9 |
| B2 2022-23 | 佐賀   | 56 | 26 | 27.1 | .405 | .353 | .817 | 2.3 | 3.3 | 1.3 | 0.1 | 1.3 | 9.8  |
| B1 2023-24 | 佐賀   | 60 | 59 | 30.5 | .367 | .313 | .849 | 2.7 | 3.7 | 1.2 | 0.0 | 2.2 | 11.0 |

#### プレーオフ
| シーズン     | チーム | GP | GS | MPG  | FG%  | 3P%  | FT%  | RPG | APG | SPG | BPG | TO  | PPG  |
| ------------ | ------ | -- | -- | ---- | ---- | ---- | ---- | --- | --- | --- | --- | --- | ---- |
| B2PO 2021-22 | 佐賀   | 1  | 1  | 16.8 | .500 | .000 | .000 | 1.0 | 3.0 | 2.0 | 0.0 | 1.0 | 6.0  |
| B2PO 2022-23 | 佐賀   | 6  | 0  | 29.6 | .476 | .452 | .875 | 3.5 | 2.7 | 2.2 | 0.0 | 0.8 | 13.5 |